# Diogo Fernandes de Almeida, alcaide-mor de Abrantes
Diogo Fernandes de Almeida foi vedor da fazenda dos reis D. João I, D. Duarte e D. Afonso V. Foi, ainda, alcaide-mor de Abrantes, de Punhete e da Amêndoa e Senhor do Sardoal.
Foi igualmente reposteiro-mor de D. Duarte e D. Afonso V e membro do seu conselho.
Participou na conquista de Ceuta, no dia 21 de Agosto de 1415, ao lado de D. João I e um sem número de fidalgos portugueses. No dia 25 de Agosto desse ano foi armado cavaleiro na Mesquita Maior de Ceuta pelo então Infante D. Duarte.

## Dados genealógicos
Diogo Fernandes de Almeida era filho de Fernão Álvares de Almeida e da sua segunda companheira, D. Leonor Gonçalves.
Segundo as recentes pesquisas do escritor e genealogista Manuel Abranches de Soveral, casou quatro vezes, na seguinte ordem cronológica:
- com Teresa Afonso Nogueira, filha de Afonso Anes Nogueira, "o das leis", e de Joana Vaz de Almada, por sua vez filha de Vasco Lourenço de Almada; sem geração.[4]

- cerca de 1404, com Beatriz Anes, meia irmã do arcebispo D. Fernando da Guerra;[5] com geração, incluindo seu herdeiro Lopo de Almeida, que mais tarde ascenderia a 1.º Conde de Abrantes.

- com Maria Afonso de Sousa, falecida em janeiro de 1439; com geração, uma filha, Branca de Almeida, casada com Rui Gomes da Silva, 2.º senhor da Chamusca.[6]

- com Beatriz de Góis, filha ilegítima de D. Nuno Gonçalves de Góis, prior do Crato e mestre da Ordem do Hospital (1419 - 1440); com geração, um filho, Álvaro de Almeida, vedor da Fazenda do Infante D. Fernando, e uma filha, Isabel de Almeida, casada com Álvaro de Brito, cavaleiro do conselho de D. Afonso V.